# Amandus von Straßburg
Amandus (lat. der Liebenswerte, * um 290; † um 355 vermutlich in Straßburg) war ein Heiliger und erster Bischof von Straßburg.
Der Name wird erwähnt als Teilnehmer am Konzil von Serdica (um 342/343), allerdings ohne Nennung eines Bistums, und der (fiktiven) Synode der gallischen Bischöfe in Köln (346). Diese Synode ist eine Kompilation aus dem mittelalterlichen Trier und besitzt keinen authentischen Quellenwert. Seine Verehrung ist seit dem 10. Jahrhundert in Straßburg nachweisbar. Die Echtheit der heute in der Alt-St.-Peter-Kirche in Straßburg aufbewahrten Reliquien ist umstritten. Gedenktag (in Straßburg und Mainz) ist der 26. Oktober.